# Curling aux Jeux olympiques de 2022
Navigation
Pyeongchang 2018 Milan-Cortina 2026
Les épreuves de curling aux Jeux olympiques d'hiver de 2022 se déroulent au Centre national de natation, à Pékin, en Chine, du 2 février 2022 au 20 février 2022. Il s'agit de la 8e participation du curling aux Jeux olympiques avec trois épreuves : par équipe masculine, par équipe féminine et par double mixte. Après le bronze en 2014 et l'argent en 2018, Niklas Edin emmène la Suède à la victoire dans le tournoi masculin, sur une victoire en finale face à la Grande-Bretagne. Laquelle remporte l'or chez les dames, avec la porte-drapeau Eve Muirhead, qui disputait ses quatrième Jeux olympiques d'hiver et avait gagné le bronze en 2014. 

## Qualifications
Les équipes qualifiées sont le pays hôte ainsi que les meilleures équipes du championnat du monde 2021. Le championnat 2020 a été annulée en raison de la pandémie de Covid-19.
L'autre filière de qualification passe par une première épreuve de qualification pré-olympique qui a eu lieu du 5 au 15 octobre à Erzurum, en Turquie. Cette compétition est ouverte aux équipes les plus faibles. Le tournoi final de qualification a lieu du 5 au 18 décembre 2021 à Leeuwarden aux Pays-Bas pour obtenir les derniers tickets : y participent les vainqueurs du premier tournoi et les équipes qui avaient figuré dans le championnat du monde 2021 sans parvenir à être qualifiées directement.

### Épreuve masculine
10 équipes se qualifient pour l'épreuve. La Chine, pays hôte, est directement qualifiée. Six places sont attribuées aux nations ayant obtenu le plus de points lors du championnat du monde masculin de curling 2021. Les trois places restantes sont attribuées lors de l’événement de qualification de 2021.
| Qualification                                 | Quota | Pays            |
| --------------------------------------------- | ----- | --------------- |
| Pays hôte                                     | 1     | Chine           |
| Championnat du monde masculin de curling 2021 | 6     | Suède           |
| Championnat du monde masculin de curling 2021 | 6     | Grande-Bretagne |
| Championnat du monde masculin de curling 2021 | 6     | Suisse          |
| Championnat du monde masculin de curling 2021 | 6     | ROC             |
| Championnat du monde masculin de curling 2021 | 6     | États-Unis      |
| Championnat du monde masculin de curling 2021 | 6     | Canada          |
| Tournoi de qualification de 2021              | 3     | Norvège         |
| Tournoi de qualification de 2021              | 3     | Italie          |
| Tournoi de qualification de 2021              | 3     | Danemark        |

### Épreuve féminine
10 équipes se qualifient pour l'épreuve. La Chine est directement qualifiée. Six places sont attribuées aux nations ayant obtenu le plus de points lors du championnat du monde féminin de curling 2021. Les trois places restantes sont attribuées lors de l'évènement de qualification de 2021.
| Qualification                                | Quota | Pays            |
| -------------------------------------------- | ----- | --------------- |
| Pays hôte                                    | 1     | Chine           |
| Championnat du monde de curling féminin 2021 | 6     |                 |
| Championnat du monde de curling féminin 2021 | 6     | Suisse          |
| Championnat du monde de curling féminin 2021 | 6     | ROC             |
| Championnat du monde de curling féminin 2021 | 6     | États-Unis      |
| Championnat du monde de curling féminin 2021 | 6     | Suède           |
| Championnat du monde de curling féminin 2021 | 6     | Danemark        |
| Championnat du monde de curling féminin 2021 | 6     | Canada          |
| Événement de qualification de 2021           | 3     | Grande-Bretagne |
| Événement de qualification de 2021           | 3     | Japon           |
| Événement de qualification de 2021           | 3     | Corée du Sud    |

### Épreuve mixte
10 équipes se qualifient pour l'épreuve. La Chine est directement qualifiée. Les sept dernières places sont attribuées aux nations ayant obtenu le plus de points lors des Championnats du monde de curling double mixte 2021. Les deux places restantes sont attribuées lors de l'évènement de qualification de 2021.
| Qualification                                        | Quota | Pays               |
| ---------------------------------------------------- | ----- | ------------------ |
| Pays hôte                                            | 1     | Chine              |
| Championnat du monde de curling double mixte de 2021 | 7     |                    |
| Championnat du monde de curling double mixte de 2021 | 7     | Grande-Bretagne    |
| Championnat du monde de curling double mixte de 2021 | 7     | Norvège            |
| Championnat du monde de curling double mixte de 2021 | 7     | Suède              |
| Championnat du monde de curling double mixte de 2021 | 7     | Canada             |
| Championnat du monde de curling double mixte de 2021 | 7     | Italie             |
| Championnat du monde de curling double mixte de 2021 | 7     | Suisse             |
| Championnat du monde de curling double mixte de 2021 | 7     | République tchèque |
| Événement de qualification de 2021                   | 2     | Australie          |
| Événement de qualification de 2021                   | 2     | États-Unis         |

## Résultats
| Épreuve              | Médaille d'or, Jeux olympiques                                                      | Médaille d'argent, Jeux olympiques                                                  | Médaille de bronze, Jeux olympiques                                                |
| -------------------- | ----------------------------------------------------------------------------------- | ----------------------------------------------------------------------------------- | ---------------------------------------------------------------------------------- |
| Tournoi masculin     | Suède Niklas Edin Oskar Eriksson Rasmus Wranå Christoffer Sundgren Daniel Magnusson | Grande-Bretagne Bruce Mouat Grant Hardie Bobby Lammie Hammy McMillan Jr. Ross Whyte | Canada Brad Gushue Mark Nichols Brett Gallant Geoff Walker Marc Kennedy            |
| Tournoi féminin      | Grande-Bretagne Eve Muirhead Vicky Wright Jennifer Dodds Hailey Duff Mili Smith     | Japon Satsuki Fujisawa Chinami Yoshida Yumi Suzuki Yurika Yoshida Kotomi Ishizaki   | Suède Anna Hasselborg Sara McManus Agnes Knochenhauer Sofia Mabergs Johanna Heldin |
| Tournoi double mixte | Italie Stefania Constantini Amos Mosaner                                            | Norvège Kristin Skaslien Magnus Nedregotten                                         | Suède Almida de Val Oskar Eriksson                                                 |

## Tableau des médailles
| Rang  | Pays            | Médaille d'or, Jeux olympiques | Médaille d'argent, Jeux olympiques | Médaille de bronze, Jeux olympiques | Total |
| ----- | --------------- | ------------------------------ | ---------------------------------- | ----------------------------------- | ----- |
| 1     | Grande-Bretagne | 1                              | 1                                  | 0                                   | 2     |
| 2     | Suède           | 1                              | 0                                  | 2                                   | 3     |
| 3     | Italie          | 1                              | 0                                  | 0                                   | 1     |
| 4     | Norvège         | 0                              | 1                                  | 0                                   | 1     |
| 4     | Japon           | 0                              | 1                                  | 0                                   | 1     |
| 6     | Canada          | 0                              | 0                                  | 1                                   | 1     |
| Total | Total           | 3                              | 3                                  | 3                                   | 9     |